# Freek Schravesande
Freek Schravesande (Amsterdam, 1982) is een Nederlandse onderzoeksjournalist. 
Freek Schravesande was redacteur bij NRC Next en werkte daarna als verslaggever bij NRC Handelsblad.  Schravesande studeerde Communicatiewetenschappen en Criminologie en deed nog een master Journalistiek voordat hij bij NRC kwam. Samen met Carola Houtekamer vormt hij een duo dat aan 'rondhangjournalistiek' doet, waarbij ze langdurig observeren op ogenschijnlijk grijze en oninteressante plekken in Nederland.

## Erkenning
Schravesande won in 2012 de journalistieke rijs De Tegel in de categorie ‘Talent’. Hij kreeg de prijs voor drie grote artikelen die hij schreef voor NRC Next. Zijn verhaal Een man slaat niet met de vlakke hand beschreef het relaas van een biologieleraar die zijn ontslag kreeg nadat hij een vervelende leerling tijdens een busreis naar een Duitse kerstmarkt een klap had verkocht. De jury noemde de toen 28-jarige Schravesande een 'ongebruikelijk talent dat veel ruimte kreeg voor onorthodoxe onderwerpen'.
In hun boek Afslag Akersloot bundelden Schravesande en Carola Houtekamer hun met rondhangjournalistiek opgedane observaties. In een tijdsbestek van tien jaar deden ze verslag van hun langdurig verkeren in een hotel, op een luchthaven en op een camping, maar ook bij een kerncentrale en op een luchthaven. Meermalen schreef Schravesande over de rauwe rafelrandjes van de Nederlandse samenleving, zoals de negendelige serie over de Haagse Spoorwijk.

## Prijzen
- De Tegel (2012)